# Obóz pracy przymusowej w Stąporkowie

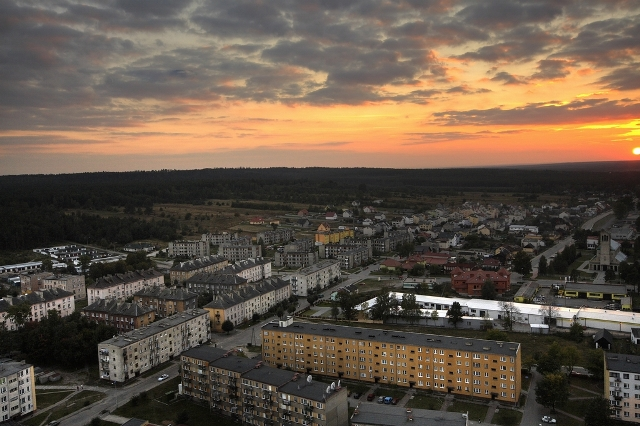
Stąporków

Obóz pracy przymusowej w Stąporkowie (niem. Zwangsarbeitslager für Juden in Stąporków) - obóz pracy przymusowej w Stąporkowie na terenie Generalnego Gubernatorstwa.
Istniał od 30 czerwca 1941, data jego likwidacji nie jest znana. Był przeznaczony dla osób narodowości żydowskiej.